# Kıraçlar
Kıraçlar ist ein Dorf im Landkreis Çemişgezek der türkischen Provinz Tunceli. Im Jahre 2011 lebten in Kıraçlar 108 Menschen.
Der ursprüngliche Name der Ortschaft lautete Hıdıroz. Der Name ist kurdischer Herkunft und bedeutet „Hıdırs Sippe“.